# Liste der historischen Straßennamen in Swakopmund
Seit der Unabhängigkeit Namibias im Jahre 1990 hat die Stadtverwaltung Swakopmund zahlreiche der ursprünglichen deutschen und afrikaansen Straßennamen geändert. Es sollen nach aktueller Ansicht Menschen mit Straßennamen geehrt werden, die sich um Namibia, vor allem die Unabhängigkeit, verdient gemacht haben.

## Auswahl der Umbenennungen
Stand: 2002
| neuer Name                | ursprünglicher Name                         |
| ------------------------- | ------------------------------------------- |
| Libertina Amathila Ave    | Brückenstraße                               |
| Anton Lubowski Ave        | Lazarettstraße                              |
| Daniel Tjongarero St      | Poststraße                                  |
| Franzizka Van Neel St     | Mosely Ave Uranstraße                       |
| Hendrik Witbooi St        | Schulstraße Roonstraße                      |
| Hidipo Hamutenya Ave      | Feldstraße                                  |
| Mandume Ya Ndemufayo St   | Schlosserstraße                             |
| Moses ǁGaroëb StKlicklaut | Nordring Südring                            |
| Nathaniël Maxuilili St    | Breite Straße                               |
| Nelson Mandela Ave        | Winterstraße                                |
| Rakota St                 | Kolonelstraße Knoblochstraße Garnisonstraße |
| Sam Nujoma Ave            | Kaiser-Wilhelm-Straße                       |
| Theo-Ben Gurirab Ave      | Bahnhofstraße                               |
| Tobias Hainyeko St        | Mittelstraße Garnisonstraße Moltkestraße    |
| Vrede Rede Ave            | Louis-Botha-Straße Dante Ave                |